# Dimanche en fête
Dimanche en fête est une émission de télévision belge destinée à la jeunesse et diffusée dans les années 1990 sur la chaine de télévision belge RTL-TVI. L’émission a été diffusée pour la première fois le 9 septembre 1990 et était présentée par Sabine Mathus, accompagnée du ventriloque Étienne Renard et de sa marionnette Eugène ainsi que de Gibus (chanteur jeune public) qui proposait, à chaque émission, une chanson écrite pour l'occasion et dont le thème reprenait celui de l'émission du jour. L'émission remplaçait le dimanche matin  Chocolat Show, déjà présentée par Sabine Mathus, et a elle-même été remplacée par Chambard, présentée par Varvara,,.

## Dessins animés diffusés au cours de l’émission
- Babar
- G.I. Joe
- Tic et Tac, les rangers du risque
- La Bande à Picsou